# Liga BFA 2023
A Liga BFA 2023 foi a quinta edição da Liga Brasil Futebol Americano correspondente à primeira divisão nacional. Sendo a segunda edição após dois anos de paralisação por conta da Pandemia de Covid-19. Neste ano, a divisão na elite do futebol americano nacional permanece com a Liga BFA 2023 dividindo espaço com o  Brasileirão CBFA 2023.
A BFA também perdeu times – o número caiu de 39 para 30 de 2022 para 2023. América Bulls, Santana Red Bulls, Maceió Marechais, São Bento Snakes, Palmeiras Locomotives, Bulldogs FA, Moon Howlers FA (não atuam em 2023), Macaé Oilers, Canoas Bulls, Porto Alegre Pumpkins, JEC Gladiators (foram para o Brasileirão D2) e Recife Apaches e Santa Cruz Pirates (que fizeram uma fusão). Entraram para a BFA 2023: Caucaia Sabres (seu primeiro campeonato nacional), Recife Imortais (fusão de Recife Apaches e Santa Cruz Pirates), Porto Velho Miners, Rondonópolis Hawks e Cruzeiro FA (vindos do Brasileirão D1).
O saldo da Liga, que chega a sua quinta edição, é que ela conseguiu reforçar seu caráter regional e abrangente em 2023, ao cabo de toda a matemática. Se o Sul, Nordeste e Sudeste perderam times, o Norte manteve suas 4 equipes e o Centro-Oeste ganhou duas, facilitando a logística em uma região de distâncias bastante indigestas.

## Fórmula de disputa
Assim como nas edições anteriores, o torneio terá cinco conferências regionalizadas, sendo essas: Sul, Sudeste, Centro-Oeste, Nordeste e Norte. Na Temporada Regular as conferências Sul, Nordeste e Norte só tiveram confrontos entre times das mesmas conferências, porém neste ano, aconteceu partidas de interconferência de times do Sudeste contra times do Centro-Oeste. Os mandos de campo dos Playoffs foram sempre dos times com melhores campanhas, à exceção das semifinais nacionais e do Brasil Bowl, cujos mandos para esta edição, serão da seguinte maneira:
a. Campeão do Norte recebe o Campeão do Centro-Oeste (Wildcard).
b. Campeão Nordeste recebe o Campeão Sul (Semifinal)
c. Campeão Sudeste recebe o Campeão Centro-Oeste/Norte (Semifinal)
Além disso, para esta edição, a preferência de local para realização do Brasil Bowl segue a seguinte ordem:
i. Sul
ii. Centro-Oeste/Norte
iii. Sudeste
iv. Nordeste
Os vencedores das Semifinais Nacionais fizeram a grande final, o Brasil Bowl XII.
Conferência Norte
A Conferência Norte contará com a participação de quatro equipes. Grupo Único, em sistema de todos contra todos. Elas ficarão em um grupo único. Serão três jogos de temporada regular. As duas equipes com melhor campanha avançam direto para a final de conferência. Foi acordado entre as as equipes um rodizio de mando de campo para as finais de
conferência, portanto as prioridades de manda dessa temporada são: 1 - São Luis/MA, 2 - Bélem/PA, 3 - Manaus/AM.
O campeão da Conferência Norte fará uma partida de wild card contra o campeão da Conferência Centro-Oeste, com mando de campo do campeão da Conferência Norte. O vencedor deste duelo visitará o campeão da Conferência Sudeste nas semifinais nacionais.
Conferência Nordeste
A Conferência Nordeste contará com a participação de 12 equipes. Elas serão divididas em dois grupos regionais, ambos de 6 times.
Cada equipe fara 6 jogos na temporada regular. Se classificam para os playoffs as 3 equipes mais bem classificadas de cada grupo. À
equipe campeã de cada grupo passa direto para a semifinal da conferéncia.
Wildcard
WC1-2°Ax3°B
WC2-2°Bx3°A
Semifinal
1° A x Vencedor WC 2
1° B x Vencedor WC 1
Final
Vencedor x Vencedor
(Mando de campo da equipe de melhor campanha na temporada regular)
O campeão da Conferência Nordeste receberá nos playoffs nacionais o campeão da Conferência Sul, no Nordeste.
Conferência Centro-Oeste
A Conferência Centro-oeste contará com a participação de cinco equipes. Elas ficarão em um grupo único. Cada equipe fará 4 jogos na temporada regular. O Tubarões do Cerrado fará duas partidas inter-conferéncia contra equipes da Conferência Sudeste, o
resultado dessas partidas contara no ranking da Conferência Centro-Oeste.  As quatro equipes mais bem classificadas se classificam para a semifinal de conferência.
1° x 4°
2° x 3°
O mando de campo da final será da equipe de melhor campanha durante a temporada regular.
O campeão da Conferência Centro-Oeste fará uma partida de wild card contra o campeão da Conferência Norte, no Norte. O vencedor deste duelo visitará o campeão da Conferência Sudeste nas semifinais nacionais.
Conferência Sudeste
A Conferência Sudeste contará com a participação de 4 equipes. A Conferência Sudeste é formada por um Grupo Único, cada equipe fará 4 jogos na temporada regular,. Vasco e Galo se enfrentarão duas vezes na temporada regular, enquanto Cruzeiro FA e América Locomotiva farão confronto Inter-Conferência contra o Tubarões do Cerrado e os resultados dessas partidas contarão para o ranking da Conferência Sudeste.
O 1º Lugar geral se classifica direto para a final de conferência. Haverá uma semifinal entre 2ºx3º.
O mando de campo da final é do 1º lugar da temporada regular.
O campeão da Conferência Sudeste enfrentará nos playoffs nacionais o vencedor do wild  card entre Norte e Centro-Oeste, no Sudeste.
Conferência Sul
A Conferência Sul contará com a participação de 5 equipes. Elas ficarão em um grupo único. Cada equipe fará 4 jogos na temporada regular em formato de todos contra todos. Os quatro primeiros colocados se classificam para as semifinais.
1°x 4°
2°x 3°
Mando de campo da final será da equipe de melhor campanha durante a temporada regular.
O campeão da Conferência Sul enfrentará nos playoffs nacionais o campeão da Conferência Nordeste, no Nordeste, para o duelo da semifinal nacional.

## Equipes participantes
Este torneio contou com a participação de 30 equipes em suas cinco conferências. Nove a menos que em 2022.
| Conferência Sul | Conferência Sudeste | Conferência Centro-Oeste                                                                           |
| --- | --- | -------------------------------------------------------------------------------------------------- |
| - Istepôs FA - Itajaí Almirantes - Santa Maria Soldiers - Timbó Rex - União da Serra                                               | - América Locomotiva - Galo FA - Cruzeiro FA - Vasco Almirantes                                                         | - Cuiabá Arsenal - Sorriso Hornets - Tubarões do Cerrado - Rondonópolis Hawks - Porto Velho Miners |
| Conferência Nordeste | Conferência Nordeste | Conferência Norte                                                                                  |
| Grupo A - Caucaia Sabres - Ceará Caçadores - Fortaleza Tritões - João Pessoa Espectros - Parnamirim Scorpions - UFERSA Petroleiros | Grupo B - Carrancas FA - Cavalaria 2 de Julho - Jangadeiros FA - Recife Imortais - Recife Mariners - Sergipe Redentores | - Vingadores FA - Manaus FA - Remo Lions - São Luís Sharks                                         |

## Temporada Regular

### Classificação

#### Conferência Norte
Classificados para a Final de Conferência estão marcados em verde.
| Pos | Times           | V | E | D | PCT  | PF | PS | SP  | SEQ |
| --- | --------------- | - | - | - | ---- | -- | -- | --- | --- |
| 1   | São Luís Sharks | 2 | 0 | 0 | 100% | 68 | 32 | 36  | V2  |
| 2   | Manaus FA       | 2 | 0 | 0 | 100% | 94 | 6  | 88  | V2  |
| 3   | Vingadores FA   | 0 | 0 | 2 | 0%   | 30 | 78 | -48 | D2  |
| 4   | Remo Lions      | 0 | 0 | 2 | 0%   | 8  | 84 | -76 | D2  |

##### Tabela de Jogos
| Semana 1         |               |    |    |                 |                                    |
| 06/08/2023 14:00 | Manaus FA     | 40 | 06 | Vingadores FA   | SEST SENAT - Manaus/AM             |
| 13/08/2023 10:00 | Remo Lions    | 08 | 30 | São Luís Sharks | AABB - Ananindeua/PA               |
| Semana 2         |               |    |    |                 |                                    |
| 17/09/2023 10:00 | Vingadores FA | 24 | 38 | São Luís Sharks | Estádio Chico Vasques - Belém/PA   |
| 17/09/2023 14:00 | Manaus FA     | 54 | 00 | Vingadores FA   | Estádio Ismael Benigno - Manaus/AM |

#### Conferência Nordeste
Classificados para a Semifinal de Conferência estão marcados em verde.
Classificados ao Wildcard estão marcados em azul.
Grupo A
| Pos | Times                 | V | E | D | PCT  | PF  | PS  | SP   | SEQ |
| --- | --------------------- | - | - | - | ---- | --- | --- | ---- | --- |
| 1   | Fortaleza Tritões     | 6 | 0 | 0 | 100% | 242 | 94  | 148  | V6  |
| 2   | João Pessoa Espectros | 4 | 0 | 2 | 67%  | 262 | 87  | 175  | V1  |
| 3   | Ceará Caçadores       | 3 | 0 | 3 | 50%  | 218 | 143 | 75   | D1  |
| 4   | Parnamirim Scorpions  | 3 | 0 | 3 | 50%  | 100 | 128 | -28  | V1  |
| 5   | UFERSA Petroleiros    | 2 | 0 | 4 | 33%  | 97  | 190 | -93  | V1  |
| 6   | Caucaia Sabres        | 0 | 0 | 6 | 0%   | 21  | 244 | -223 | D6  |

Grupo B
| Pos | Times                | V | E | D | PCT  | PF  | PS  | SP   | SEQ |
| --- | -------------------- | - | - | - | ---- | --- | --- | ---- | --- |
| 1   | Recife Mariners      | 6 | 0 | 0 | 100% | 212 | 45  | 167  | V6  |
| 2   | Cavalaria 2 de Julho | 4 | 0 | 2 | 67%  | 126 | 108 | 18   | D1  |
| 3   | Carrancas FA         | 3 | 0 | 3 | 50%  | 90  | 98  | -8   | V1  |
| 4   | Sergipe Redentores   | 3 | 0 | 3 | 50%  | 138 | 136 | 2    | V2  |
| 5   | Jangadeiros FA       | 2 | 0 | 4 | 33%  | 156 | 142 | 14   | D1  |
| 6   | Recife Imortais      | 0 | 0 | 6 | 0%   | 46  | 293 | -247 | D6  |

##### Tabela de Jogos
| Semana 1         |                       |        |    |                       |                                                    |
| 01/07/2023 14:00 | Sergipe Redentores    | 40     | 33 | Jangadeiros FA        | Estádio João Hora Filho - Aracaju/SE               |
| 02/07/2023 13:30 | Caucaia Sabres        | 00     | 20 | UFERSA Petroleiros    | Estádio Terra e Mar - Fortaleza/CE                 |
| Semana 2         |                       |        |    |                       |                                                    |
| 08/07/2023 17:00 | Carrancas FA          | 07     | 10 | Cavalaria 2 de Julho  | Estádio Paulo Coelho - Petrolina/PE                |
| 09/07/2023 13:30 | Ceará Caçadores       | 16     | 34 | Fortaleza Tritões     | UNIFOR - Fortaleza/CE                              |
| 09/07/2023 14:00 | João Pessoa Espectros | Adiado |    | Recife Imortais       | Vila Olímpica Parahyba - João Pessoa/PB            |
| 09/07/2023 15:00 | Parnamirim Scorpions  | 00     | 13 | Recife Mariners       | Estádio do Potiguar - Parnamirim/RN                |
| Semana 3         |                       |        |    |                       |                                                    |
| 16/07/2023 13:30 | Caucaia Sabres        | 18     | 19 | Parnamirim Scorpions  | UNIFOR - Fortaleza/CE                              |
| Semana 4         |                       |        |    |                       |                                                    |
| 22/07/2023 14:00 | Cavalaria 2 de Julho  | 06     | 41 | Recife Mariners       | Estádio Fernando Lopes Ferreira - Camaçari/BA      |
| 22/07/2023 15:30 | Recife Imortais       | 13     | 48 | Jangadeiros FA        | Estádio de Pontezinha - Cabo de Santo Agostinho/PE |
| 23/07/2023 13:30 | Fortaleza Tritões     | 36     | 34 | João Pessoa Espectros | UNIFOR - Fortaleza/CE                              |
| 23/07/2023 13:30 | UFERSA Petroleiros    | 07     | 52 | Ceará Caçadores       | Mossoró/RN                                         |
| 23/07/2023 14:00 | Sergipe Redentores    | 00     | 03 | Carrancas FA          | Estádio João Hora Filho - Aracaju/SE               |
| Semana 5         |                       |        |    |                       |                                                    |
| 05/08/2023 17:00 | Carrancas FA          | 45     | 00 | Recife Imortais       | Estádio Paulo Coelho - Petrolina/PE                |
| 06/08/2023 13:30 | Ceará Caçadores       | 52     | 03 | Caucaia Sabres        | UNIFOR - Fortaleza/CE                              |
| 06/08/2023 14:00 | João Pessoa Espectros | 35     | 00 | Parnamirim Scorpions  | Vila Olímpica Parahyba - João Pessoa/PB            |
| 06/08/2023 14:00 | Jangadeiros FA        | 19     | 27 | Cavalaria 2 de Julho  | Estádio de Atletismo da UFAL - Maceió/AL           |
| 06/08/2023 14:00 | Recife Mariners       | 35     | 09 | Sergipe Redentores    | Estádio do Arruda - Recife/PE                      |
| Semana 6         |                       |        |    |                       |                                                    |
| 13/08/2023 14:00 | Fortaleza Tritões     | 59     | 00 | UFERSA Petroleiros    | UNIFOR - Fortaleza/CE                              |
| Semana 7         |                       |        |    |                       |                                                    |
| 19/08/2023 14:00 | Cavalaria 2 de Julho  | 28     | 13 | Sergipe Redentores    | Estádio Fernando Lopes Ferreira - Camaçari/BA      |
| 20/08/2023 13:30 | Caucaia Sabres        | 00     | 55 | Fortaleza Tritões     | UNIFOR - Fortaleza/CE                              |
| 20/08/2023 14:00 | João Pessoa Espectros | 61     | 20 | Ceará Caçadores       | Vila Olímpica Parahyba - João Pessoa/PB            |
| 20/08/2023 14:00 | Recife Mariners       | 48     | 00 | Carrancas FA          | Estádio do Arruda - Recife/PE                      |
| 20/08/2023 15:00 | Parnamirim Scorpions  | Adiado |    | Jangadeiros FA        | Estádio do Potiguar - Parnamirim/RN                |
| Semana 8         |                       |        |    |                       |                                                    |
| 27/08/2023 15:00 | Parnamirim Scorpions  | 26     | 14 | Jangadeiros FA        | Estádio do Potiguar - Parnamirim/RN                |
| Semana 9         |                       |        |    |                       |                                                    |
| 02/09/2023 17:00 | Carrancas FA          | 14     | 26 | Fortaleza Tritões     | Estádio Paulo Coelho - Petrolina/PE                |
| 03/09/2023 13:00 | Recife Imortais       | 07     | 41 | Cavalaria 2 de Julho  | Estádio de Pontezinha - Cabo de Santo Agostinho/PE |
| 03/09/2023 13:30 | Ceará Caçadores       | 48     | 06 | Parnamirim Scorpions  | UNIFOR - Fortaleza/CE                              |
| 03/09/2023 14:30 | UFERSA Petroleiros    | 07     | 55 | João Pessoa Espectros | Estádio Nogueirão - Mossoró/RN                     |
| Semana 10        |                       |        |    |                       |                                                    |
| 16/09/2023 14:00 | Sergipe Redentores    | 54     | 19 | Recife Imortais       | Arena Batistão - Aracaju/SE                        |
| 17/09/2023 14:00 | Jangadeiros FA        | 24     | 14 | UFERSA Petroleiros    | Estádio de Atletismo da UFAL - Maceió/AL           |
| 17/09/2023 14:00 | Recife Mariners       | 24     | 23 | João Pessoa Espectros | Estádio do Arruda - Recife/PE                      |
| Semana 11        |                       |        |    |                       |                                                    |
| 30/09/2023 14:00 | Cavalaria 2 de Julho  | 14     | 21 | Carrancas FA          | Estádio Fernando Lopes Ferreira - Camaçari/BA      |
| 01/10/2023       | UFERSA Petroleiros    | 49     | 00 | Caucaia Sabres        | W.O.                                               |
| 01/10/2023 13:30 | Fortaleza Tritões     | 32     | 30 | Ceará Caçadores       | UNIFOR - Fortaleza/CE                              |
| 01/10/2023 14:00 | Jangadeiros FA        | 18     | 22 | Sergipe Redentores    | Estádio de Atletismo da UFAL - Maceió/AL           |
| 01/10/2023 15:30 | Recife Imortais       | 07     | 51 | Recife Mariners       | Estádio de Pontezinha - Cabo de Santo Agostinho/PE |
| Semana 12        |                       |        |    |                       |                                                    |
| 08/10/2023 14:00 | João Pessoa Espectros | 54     | 00 | Recife Imortais       | Vila Olímpica Parahyba - João Pessoa/PB            |
| Não Ocorreu      |                       |        |    |                       |                                                    |
| Sem Data         | Parnamirim Scorpions  | 49     | 00 | Caucaia Sabres        | W.O.                                               |

#### Conferência Centro-Oeste
Classificados para a Semifinal de Conferência estão marcados em verde.
| Pos | Times               | V | E | D | PCT  | PF  | PS  | SP   | SEQ |
| --- | ------------------- | - | - | - | ---- | --- | --- | ---- | --- |
| 1   | Sorriso Hornets     | 4 | 0 | 0 | 100% | 201 | 26  | 175  | V4  |
| 2   | Cuiabá Arsenal      | 3 | 0 | 1 | 75%  | 134 | 48  | 86   | V3  |
| 3   | Rondonópolis Hawks  | 2 | 0 | 2 | 50%  | 116 | 46  | 70   | D2  |
| 4   | Porto Velho Miners  | 0 | 0 | 4 | 0%   | 7   | 238 | -231 | D4  |
| 5   | Tubarões do Cerrado | 0 | 0 | 4 | 0%   | 13  | 121 | -108 | D4  |

##### Tabela de Jogos
| Semana 1         |                     |    |    |                     |                                                    |
| 01/07/2023 14:15 | Tubarões do Cerrado | 00 | 46 | Rondonópolis Hawks  | Ninho do Periquito - Gama/DF                       |
| Semana 2         |                     |    |    |                     |                                                    |
| 23/07/2023 16:00 | Cuiabá Arsenal      | 19 | 41 | Sorriso Hornets     | Dutrinha - Cuiabá/MT                               |
| Semana 3         |                     |    |    |                     |                                                    |
| 29/07/2023 14:00 | Tubarões do Cerrado | 13 | 14 | Cruzeiro FA         | Ninho do Periquito - Gama/DF                       |
| 29/07/2023 16:00 | Rondonópolis Hawks  | 56 | 07 | Porto Velho Miners  | Mini Estádio Pinheirão - Rondonópolis/MT           |
| Semana 4         |                     |    |    |                     |                                                    |
| 19/08/2023 14:00 | Porto Velho Miners  | 00 | 86 | Sorriso Hornets     | Estádio Aluízio Ferreira - Porto Velho/RO          |
| 19/08/2023 15:00 | Rondonópolis Hawks  | 07 | 19 | Cuiabá Arsenal      | Estádio Engenheiro Luthero Lopes - Rondonópolis/MT |
| Semana 5         |                     |    |    |                     |                                                    |
| 26/08/2023 14:00 | América Locomotiva  | 07 | 00 | Tubarões do Cerrado | Faculdade Universo - Belo Horizonte/MG             |
| Semana 6         |                     |    |    |                     |                                                    |
| 02/09/2023 18:00 | Sorriso Hornets     | 20 | 07 | Rondonópolis Hawks  | Toca do Lobo - Sorriso/MT                          |
| Semana 7         |                     |    |    |                     |                                                    |
| 09/09/2023 14:00 | Porto Velho Miners  | 00 | 40 | Cuiabá Arsenal      | Campo do Rondoniense - Porto Velho/RO              |
| Semana 8         |                     |    |    |                     |                                                    |
| 30/09/2023 15:00 | Cuiabá Arsenal      | 56 | 00 | Porto Velho Miners  | Dutrinha - Cuiabá/MT                               |
| Semana 9         |                     |    |    |                     |                                                    |
| 07/10/2023 18:00 | Sorriso Hornets     | 54 | 00 | Tubarões do Cerrado | Toca do Lobo - Sorriso/MT                          |

#### Conferência Sudeste
Classificados para a Final de Conferência estão marcados em verde.
Classificados a Semifinal de Conferência estão marcados em azul.
| Pos | Times              | V | E | D | PCT  | PF  | PS  | SP  | SEQ |
| --- | ------------------ | - | - | - | ---- | --- | --- | --- | --- |
| 1   | Galo FA            | 4 | 0 | 0 | 100% | 182 | 18  | 164 | V4  |
| 2   | Cruzeiro FA        | 2 | 0 | 2 | 50%  | 78  | 106 | -28 | D1  |
| 3   | América Locomotiva | 2 | 0 | 2 | 50%  | 61  | 94  | -33 | D2  |
| 4   | Vasco Almirantes   | 1 | 0 | 3 | 25%  | 45  | 140 | -95 | D1  |

##### Tabela de Jogos
| Semana 1         |                     |    |    |                     |                                        |
| 29/07/2023 14:00 | Tubarões do Cerrado | 13 | 14 | Cruzeiro FA         | Ninho do Periquito - Gama/DF           |
| Semana 2         |                     |    |    |                     |                                        |
| 12/08/2023 14:00 | América Locomotiva  | 33 | 08 | Vasco Almirantes    | Faculdade Universo - Belo Horizonte/MG |
| Semana 3         |                     |    |    |                     |                                        |
| 19/08/2023 14:00 | Cruzeiro FA         | 09 | 44 | Galo FA             | CTE/UFMG - Belo Horizonte/MG           |
| Semana 4         |                     |    |    |                     |                                        |
| 26/08/2023 14:00 | América Locomotiva  | 07 | 00 | Tubarões do Cerrado | Faculdade Universo - Belo Horizonte/MG |
| Semana 5         |                     |    |    |                     |                                        |
| 09/09/2023 15:00 | Cruzeiro FA         | 41 | 19 | América Locomotiva  | Arena Frigoarnaldo - Contagem/MG       |
| 10/09/2023 14:00 | Vasco Almirantes    | 00 | 44 | Galo FA             | Rua Bariri - Rio de Janeiro/RJ         |
| Semana 6         |                     |    |    |                     |                                        |
| 30/09/2023 16:00 | Galo FA             | 45 | 02 | América Locomotiva  | CTE/UFMG - Belo Horizonte/MG           |
| 01/10/2023 14:00 | Vasco Almirantes    | 30 | 14 | Cruzeiro FA         | Rua Bariri - Rio de Janeiro/RJ         |
| Semana 7         |                     |    |    |                     |                                        |
| 14/10/2023 16:00 | Galo FA             | 49 | 07 | Vasco Almirantes    | CTE/UFMG - Belo Horizonte/MG           |

#### Conferência Sul
Classificados para a Semifinal de Conferência estão marcados em verde.
| Pos | Times                | V | E | D | PCT  | PF  | PS  | SP  | SEQ |
| --- | -------------------- | - | - | - | ---- | --- | --- | --- | --- |
| 1   | Timbó Rex            | 4 | 0 | 0 | 100% | 88  | 20  | 68  | V4  |
| 2   | Itajaí Almirantes    | 3 | 0 | 1 | 75%  | 125 | 38  | 87  | V2  |
| 3   | Santa Maria Soldiers | 2 | 0 | 2 | 50%  | 57  | 108 | -51 | D1  |
| 4   | União da Serra       | 1 | 0 | 3 | 25%  | 36  | 111 | -75 | D1  |
| 5   | Istepôs FA           | 0 | 0 | 4 | 0%   | 40  | 69  | -29 | D4  |

##### Tabela de Jogos
| Semana 1         |                      |    |    |                      |                                         |
| 08/07/2023 14:00 | Santa Maria Soldiers | 21 | 14 | Istepôs FA           | Estádio dos Eucaliptos - Santa Maria/RS |
| 08/07/2023 17:00 | Timbó Rex            | 35 | 00 | União da Serra       | Complexo Esportivo - Timbó/SC           |
| Semana 2         |                      |    |    |                      |                                         |
| 23/07/2023 14:00 | Istepôs FA           | 14 | 21 | Itajaí Almirantes    | Estádio Municipal Galeão - Canelinha/SC |
| 29/07/2023 14:00 | Santa Maria Soldiers | 08 | 26 | Timbó Rex            | Estádio dos Eucaliptos - Santa Maria/RS |
| Semana 3         |                      |    |    |                      |                                         |
| 19/08/2023 15:00 | Itajaí Almirantes    | 12 | 17 | Timbó Rex            | Estádio Camilo Mussi - Itajaí/SC        |
| 20/08/2023 14:00 | União da Serra       | 12 | 14 | Santa Maria Soldiers | SESI - Caxias do Sul/RS                 |
| Semana 4         |                      |    |    |                      |                                         |
| 23/09/2023 15:00 | Itajaí Almirantes    | 56 | 14 | Santa Maria Soldiers | Estádio Camilo Mussi - Itajaí/SC        |
| 24/09/2023 14:00 | Istepôs FA           | 19 | 24 | União da Serra       | Estádio Municipal Galeão - Canelinha/SC |
| Semana 5         |                      |    |    |                      |                                         |
| 14/10/2023 15:00 | Timbó Rex            | 10 | 00 | Istepôs FA           | Complexo Esportivo - Timbó/SC           |
| 15/10/2023 14:00 | União da Serra       | 00 | 43 | Itajaí Almirantes    | SESI - Caxias do Sul/RS                 |

## Playoffs de Conferência
Campeões de Conferência.

### Conferência Sul
Em itálico, os times que possuem o mando de campo e em negrito os times classificados.
|  | Semifinais | Semifinais           | Semifinais        |                   |           | Final     | Final | Final |  |
|  |            |                      |                   |                   |           |           |       |       |  |
|  | 1          | Timbó Rex            | 17                |                   |           |           |       |       |  |
|  | 1          | Timbó Rex            | 17                |                   |           |           |       |       |  |
|  | 4          | União da Serra       | 0                 |                   |           |           |       |       |  |
|  | 4          | União da Serra       | 0                 |                   | Timbó Rex | Timbó Rex | 12    |       |  |
|  |            |                      |                   |                   | Timbó Rex | Timbó Rex | 12    |       |  |
|  |            |                      | Itajaí Almirantes | Itajaí Almirantes | 15        |           |       |       |  |
|  | 2          | Itajaí Almirantes    | Itajaí Almirantes | Itajaí Almirantes | 15        | 30        |       |       |  |
|  | 2          | Itajaí Almirantes    |                   |                   |           |           |       |       |  |
|  | 3          | Santa Maria Soldiers | 8                 |                   |           |           |       |       |  |

| 20:00 UTC -3 |  | Timbó Rex | 12–15 | Itajaí Almirantes |  | Complexo Esportivo Municipal de Timbó, Timbó |  |

### Conferência Sudeste
Em itálico, os times que possuem o mando de campo e em negrito os times classificados.
|  | Semifinal | Semifinal          | Semifinal |  |  | Final | Final       | Final |
|  |           |                    |           |  |  |       |             |       |
|  |           |                    |           |  |  | 1     | Galo FA     | 27    |
|  | 2         | Cruzeiro FA        | 34        |  |  | 2     | Cruzeiro FA | 0     |
|  | 3         | América Locomotiva | 22        |  |  |       |             |       |

| 16:00 UTC -3 |  | Galo FA | 27–00 | Cruzeiro FA |  | CTE / UFMG, Belo Horizonte |  |

### Conferência Centro-Oeste
|  | Final | Final              | Final          |                |                 | Final           | Final | Final |  |
|  |       |                    |                |                |                 |                 |       |       |  |
|  | 1     | Sorriso Hornets    | 49             |                |                 |                 |       |       |  |
|  | 1     | Sorriso Hornets    | 49             |                |                 |                 |       |       |  |
|  | 4     | Porto Velho Miners | 0              |                |                 |                 |       |       |  |
|  | 4     | Porto Velho Miners | 0              |                | Sorriso Hornets | Sorriso Hornets | 22    |       |  |
|  |       |                    |                |                | Sorriso Hornets | Sorriso Hornets | 22    |       |  |
|  |       |                    | Cuiabá Arsenal | Cuiabá Arsenal | 13              |                 |       |       |  |
|  | 2     | Cuiabá Arsenal     | Cuiabá Arsenal | Cuiabá Arsenal | 13              | 16              |       |       |  |
|  | 2     | Cuiabá Arsenal     |                |                |                 |                 |       |       |  |
|  | 3     | Rondonópolis Hawks | 6              |                |                 |                 |       |       |  |

| 18:00 UTC -4 |  | Sorriso Hornets | 22–13 | Cuiabá Arsenal |  | Estádio Egídio José Preima, Sorriso |  |

### Conferência Nordeste
Em itálico, os times que possuem o mando de campo e em negrito os times classificados.
|  | Wildcard | Wildcard              | Wildcard |  |  | Semifinais | Semifinais            | Semifinais |  |  | Final | Final             | Final |
|  |          |                       |          |  |  |            |                       |            |  |  |       |                   |       |
|  |          |                       |          |  |  | 1A         | Fortaleza Tritões     | 40         |  |  |       |                   |       |
|  | 2B       | Cavalaria 2 de Julho  | 49       |  |  | 2B         | Cavalaria 2 de Julho  | 13         |  |  |       |                   |       |
|  | 3A       | Ceará Caçadores       | 0        |  |  |            |                       |            |  |  | 1A    | Fortaleza Tritões | 20    |
|  |          |                       |          |  |  |            |                       |            |  |  | 1B    | Recife Mariners   | 41    |
|  |          |                       |          |  |  | 1B         | Recife Mariners       | 34         |  |  |       |                   |       |
|  | 2A       | João Pessoa Espectros | 38       |  |  | 2A         | João Pessoa Espectros | 13         |  |  |       |                   |       |
|  | 3B       | Carrancas FA          | 8        |  |  |            |                       |            |  |  |       |                   |       |

| 14:00 UTC -3 |  | Recife Mariners | 41–20 | Fortaleza Tritões |  | Arena Pernambuco, São Lourenço da Mata |  |

### Conferência Norte
Em itálico, os times que possuem o mando de campo e em negrito os times classificados.
|  | Final |                 |    |
|  |       |                 |    |
|  | 1     | São Luís Sharks | 8  |
|  | 2     | Manaus FA       | 42 |

| 09:00 UTC -3 |  | São Luís Sharks | 08–42 | Manaus FA |  | Campo do Leão Dourado, São Luís |  |

## Playoffs Nacionais
Em itálico, os times que possuem o mando de campo e em negrito os times classificados.
|  | Wildcard | Wildcard        | Wildcard |  |  | Semifinais | Semifinais        | Semifinais |  |  | Brasil Bowl XI | Brasil Bowl XI    | Brasil Bowl XI |
|  |          |                 |          |  |  |            |                   |            |  |  |                |                   |                |
|  |          |                 |          |  |  | SE         | Galo FA           | 42         |  |  |                |                   |                |
|  | N        | Manaus FA       | 12       |  |  | CO         | Sorriso Hornets   | 6          |  |  |                |                   |                |
|  | CO       | Sorriso Hornets | 22       |  |  |            |                   |            |  |  | SE             | Galo FA           | 21             |
|  |          |                 |          |  |  |            |                   |            |  |  | S              | Itajaí Almirantes | 14             |
|  |          |                 |          |  |  | NE         | Recife Mariners   | 6          |  |  |                |                   |                |
|  |          |                 |          |  |  | S          | Itajaí Almirantes | 25         |  |  |                |                   |                |

## Brasil Bowl XII
| 15:00 UTC -3 |                                       | Itajaí Almirantes | 14–21 | Galo FA |  | Estádio Camilo Mussi, Itajaí |  |
| 15:00 UTC -3 | Placar por quarto: 6-7, 0-7, 0-7, 8-0 |                   |       |         |  | Estádio Camilo Mussi, Itajaí |  |

MVP do Brasil Bowl
#0 João Chamone, DB do Galo FA
 1 Fumble forçado, 1 Interceptação retornada para TD

## Premiações
| Brasil Bowl XI              |
| Minas Gerais                |
| --------------------------- |
| Galo FA Campeão (3º título) |

| Conferência Sul                       |
| Santa Catarina                        |
| ------------------------------------- |
| Itajaí Almirantes Campeão (1º título) |

| Conferência Sudeste         |
| Minas Gerais                |
| --------------------------- |
| Galo FA Campeão (5º título) |

| Conferência Centro-Oeste            |
| Mato Grosso                         |
| ----------------------------------- |
| Sorriso Hornets Campeão (2º título) |

| Conferência Nordeste (Nordeste Bowl XII) |
| Pernambuco                               |
| ---------------------------------------- |
| Recife Mariners Campeão (1º título)      |

| Conferência Norte             |
| Amazonas                      |
| ----------------------------- |
| Manaus FA Campeão (2º título) |